# Amleto Giovanni Cicognani
Amleto Giovanni kardinál Cicognani (24. února 1883 Brisighella – 17. prosince 1973 Vatikán) byl italský římskokatolický kněz, kardinál a státní sekretář.

## Život
Kněžské svěcení přijal v roce 1905. V roce 1933 byl vysvěcený na titulárního arcibiskupa a byl vyslaný do USA jako apoštolský delegát. Při konzistoři v roce 1958 ho papež Jan XXIII. jmenoval kardinálem (jeho titulární bazilikou se stala bazilika svatého Klementa). V letech 1959 až 1961 působil jako sekretář Kongregace pro východní církve. V roce 1961 byl jmenován státním sekretářem, tuto funkci vykonával do roku 1969, kdy rezignoval na všechny funkce a odešel na odpočinek. Jeho nástupcem ve funkci se stal Jean-Marie Villot.

## Vyznamenání
- velkokříž Řádu zásluh o Italskou republiku – Itálie, 2. listopadu 1961[1]
- velkokříž Řádu Kristova – Portugalsko, 3. dubna 1963[2]
- velkokříž Řádu Isabely Katolické – Španělsko, 1964
- velkokříž Řádu svatého Rajmunda z Peňafortu – Španělsko, 1965
- velká čestná dekorace ve zlatě na stuze Čestného odznaku Za zásluhy o Rakouskou republiku – Rakousko, 1965[3]
- velkokříž Řádu svatého Jakuba od meče – Portugalsko, 21. října 1966[2]
- rytíř Nassavského domácího řádu zlatého lva – Lucembursko[4]